# ناحیه استیکنی (شهرستان کوک، ایلینوی)
ناحیه استیکنی (به انگلیسی: Stickney Township) یک منطقهٔ مسکونی در ایالات متحده آمریکا است که در شهرستان کوک (ایلینوی) واقع شده است. ناحیه استیکنی ۳۲٫۸۷ کیلومتر مربع مساحت دارد ۱۸۷ متر بالاتر از سطح دریا واقع شده است.